# Las tortugas ninja (serie de televisión de 2012)
Las tortugas ninja (en inglés Teenage Mutant Ninja Turtles) es una serie animada estadounidense, cuyo estreno fue el 29 de septiembre de 2012 por Nickelodeon, en Latinoamérica su estreno fue el 12 de noviembre de 2012 por Nickelodeon Latinoamérica, y en España su estreno fue el 4 de noviembre de 2012 por Nickelodeon España. El 2 de octubre de 2012, Nickelodeon renovó a la serie para una segunda temporada con 26 episodios. Un vistazo previo se llevó a cabo en Estados Unidos el 28 de septiembre de 2012, un día antes del estreno oficial, se estrenó a las 8:00 p. m., y atrajo a un total de 2,3 millones de espectadores. Durante las últimas semanas de diciembre de 2012, y las primeras semanas de enero de 2013, la serie, junto con Bob Esponja, fueron las series infantiles más vistas en audiencia por la mañana, dándole la victoria a Nickelodeon durante ese tiempo.

## Trama
En la ciudad de Nueva York, cuatro tortugas ninjas mutantes viven en las alcantarillas: Leo, Donnie, Raph y Mikey. Con la ayuda de Splinter, April O'neil, Casey Jhones y otros amigos más, se dedican a proteger a Nueva York del malvado Krang, los mutantes y pandilleros que la atacan. Sin embargo, también tienen que enfrentarse a Shredder, un antiguo enemigo de Splinter.

## Producción
En una conferencia de Nickelodeon con el creador de la serie, fueron anunciados a los actores Jason Biggs que hará la voz de Leonardo (Dominic Catrambone en algunos episodios de la 2 temporada y Seth Green que será el reemplazo de Jason Biggs en la 3a. temporada) y al actor Rob Paulsen (quién hizo la voz de Raphael en la serie de 1987) que hará la voz de Donatello en esta serie. En junio de 2011, se confirmó que Sean Astin interpretaría a Raphael y Greg Cipes sería la voz de Miguel Ángel.
El 8 de agosto de 2011 se reveló que Mae Whitman va a ser la voz de April O'Neil. En julio de 2011, se reveló que Hoon Lee será la voz del Sensei Splinter. En octubre de 2011, se reveló que Kevin Michael Richardson va a ser la voz de Shredder.
La producción para la serie, puso a disposición la web oficial antes de que la serie saliera al aire en Nickelodeon. En la página de Internet de la serie hay imágenes mostrando los diseños de las cuatro tortugas, Shredder, Splinter, April O'Neil y Los Kraangs.

## Argumento
- Primera Temporada

El maestro Ninjutsu, Hamato Yoshi (Splinter) está llevando a sus cuatro tortugas mascotas por las calles de Manhattan cuando se encuentra con miembros de una raza alienígena llamada el Kraang. Durante un altercado con estos alienígenas, Yoshi y las tortugas están expuestos a una sustancia química del Kraang, llamado mutágeno, lo que hace que los seres orgánicos experimenten grandes transformaciones físicas. La teoría planteada es que el último contacto que tienes hace que el mutágeno te convierta en tal animal. Hamato adquiere características de una rata marrón al ser lo último con lo que se toca antes de mutar y las tortugas asumen características humanas gracias a Yoshi. Yoshi se retira a las alcantarillas de la ciudad de Nueva York en la que cría a las cuatro tortugas como sus hijos y les imparte su conocimiento del ninjutsu.
Ahora como adolescentes, las tortugas (Leonardo, Rafael, Donatello y Miguel Ángel) suben a la superficie por primera vez y descubren que el Kraang está utilizando el mutágeno como parte de su plan para hacerse cargo de la ciudad de Nueva York. Ellos se hacen amigos de la adolescente Abril O'Neil después de que ella y su padre psicólogo, Kirby son secuestrados por el Kraang. Donatello, que se enamoró perdidamente de Abril, es capaz de rescatarla y mientras Kirby sigue siendo un prisionero del Kraang, Abril se convierte en una aliada de las tortugas mientras tratan de ayudar a localizar a su padre. Abril también es entrenada por Splinter para ser una kunoichi, una mujer ninja.
Después de encontrar el paradero de Splinter y la presencia de las tortugas en Nueva York, el hermano adoptivo y longevo enemigo de Splinter, Oroku Saki (Destructor) viaja allí desde Japón y ordena al Clan del Pie rastrear a Splinter y a sus hijos, y poner fin a su clan. Esta disputa familiar introduce a dos de los discípulos de Destructor, la estrella de las artes marciales Chris Bradford y el ladrón callejero de Brasil, Xever Montes, consiguiendo transformarse en Perrera (más tarde Rahzar al mutar por segunda vez) y Cara de Pez respectivamente. Descubriendo acerca de la presencia del Kraang a través de su hija adoptiva Karai, Destructor entra en una alianza con los extraterrestres para destruir a sus enemigos mutuos en el Clan Hamato.
Las tortugas más tarde descubren que el Kraang vino a la Tierra desde la Dimensión X y construyó su sede en una compañía llamada TCRI y están conspirando para utilizar el mutágeno y la sangre de Abril para convertir la Tierra en un planeta apto para su raza. Después de rescatar a Kirby, el Kraang invade Nueva York, pero las tortugas y Abril salen triunfantes cuando envían el Tecnódromo y al Kraang Supremo hundiéndose en el mar. Mientras tanto, Splinter enfrenta a Destructor y se entera de que Karai es su propia hija, Hamato Miwa, quien fue secuestrada por Destructor y cree que Splinter mató a su madre. La temporada termina con las tortugas celebrando su victoria sobre el Kraang mientras Splinter esconde el secreto de Miwa de ellos.
- Segúnda Temporada

Las tortugas luchan para contener un brote de mutaciones que se produce gracias al mutágeno sobrante de la frustrada invasión del Kraang. Kirby se encuentra entre las víctimas del brote, y un malentendido lleva a Abril a pelearse y avergonzarse de las tortugas y romper su amistad. Sin embargo, las tortugas son capaces de ganar su perdón cuando la rescatan de Karai, que ha tomado el mando temporal del Clan del Pie mientras Destructor se encuentra en Japón. Junto con Abril llega su nuevo amigo Casey Jones, que ayuda a repeler un asalto a la guarida de las tortugas. Kirby es finalmente restaurado a su forma humana cuando Donatello logra crear otra sustancia química llamada retro-mutágeno, lo que hace que los seres orgánicos puedan revertir sus principales transformaciones físicas, y ayudan a mantenerlo alejado del excientífico del TCRI, Baxter Stockman, que se ve transformado en Baxter-Mosca mientras trabaja bajo órdenes de Destructor.
Mientras tanto, Destructor regresa de Japón con el cazarrecompensas mutante japonés Garra de Tigre como su nuevo segundo al mando. Garra de Tigre es enviado a través de un portal al universo de la serie animada de 1987, pero vuelve.
Durante una batalla con las tortugas, Karai es informada de su verdadero origen por Leonardo (que ha desarrollado una relación con ella desde la temporada 1), pero ella es demasiado terca como para aceptarla. Cuando ingresa a la guarida, finalmente se da cuenta de la verdad y traiciona a Destructor, que responde aprisionándola. Los repetidos intentos para liberar a Karai logran tener éxito a final, pero Destructor la captura de nuevo y la utiliza como cebo para matar al Clan Hamato. Sin embargo, Karai termina mutada en una serpiente, para horror de todos.
En respuesta a esto, Destructor envía al Clan del Pie a ayudar al Kraang, que acaba de perfeccionar el mutágeno previamente inestable y lanza una segunda invasión a Nueva York, comenzando por la destrucción de la guarida de las tortugas y obligándolos a abandonarla. El Kraang comienza a mutar a la población de Nueva York, incluyendo a Kirby, a pesar de los esfuerzos de los militares de la Tierra y las tortugas. Leonardo está gravemente herido cuando es emboscado por todo el Pie, y Splinter es aparentemente derrotado durante una batalla con Destructor. Las tortugas, Abril y Casey se ven obligados a huir de Nueva York hacia la granja familiar de O'Neil mientras el Kraang conquista con éxito la ciudad.
- Tercera Temporada

El grupo se refugia en la casa de verano de la familia O'Neil en Northampton, Massachusetts con el fin de recuperarse de su derrota a manos del Kraang y el Clan del Pie. Leonardo toma una cantidad de tiempo prolongado para recuperarse, pero guiados por una aparición de Splinter, es capaz de superar sus heridas físicas y mentales. Con el tiempo regresan a Nueva York con el objetivo de encontrar a Splinter, Karai, Kirby, y sus otros aliados que faltan, liberando a la ciudad del Kraang. Ellos tienen éxito en la búsqueda de Splinter y establecen una base temporal en la sucursal abandonada de Antonio Pizza, Donatello comienza a trabajar en nuevas muestras de retro-mutágeno mientras la búsqueda de Kirby y Karai continúa.
Mientras tanto, Destructor muta al traficante de armas ruso Ivan Steranko y al ladrón especialista en alta tecnología Anton Zeck, en Bebop y Rocksteady por el robo de su casco, el Kuro Kabuto, y la caza de Karai a cambio de una salida segura de la ciudad antes de enviarlos a encontrarla de nuevo. El dúo consigue el éxito a espaldas de las tortugas y Destructor promete curarla de su miseria. Las tortugas, por el contrario, se reúnen con un equipo de mutantes recién fundado llamados los Poderosos Mutanimales (que consiste en aliados mutantes que se hicieron amigos de las tortugas durante las dos últimas temporadas, como Slash, Cabeza de Piel, Pete Paloma y el ex neuroquímico británico Dr. Tyler Rockwell) que están respaldados por su aliado humano Jack J. Kurtzman. Juntos, logran desterrar al Kraang de nuevo a la Dimensión X y liberan a Nueva York, pero el efecto de la invasión finalmente logra que Destructor consiga el control del bajo mundo de la ciudad por sus esfuerzos de crear un suero de control mental destinado a las tortugas, Mutanimales y Karai.
Las tortugas son posteriormente ofrecidos por la hechicera del futuro Renet de viajar en el tiempo al pasado, donde se encuentran con un joven Hamato Yoshi y Oroku Saki, así como la difunta esposa de Yoshi y la madre de Karai, Tang Shen. Durante la batalla entre Yoshi y Saki dentro del incendio del dojo del Clan Hamato, Shen es asesinada accidentalmente por Saki, con la intención de matar a Yoshi en su lugar. Saki sale del dojo después de que su cabello se quema por el fuego y secuestra a la hija de Yoshi y Shen, Miwa, comprometiéndose a criarla como Karai y dejando a Yoshi a morir. Después de su fuga, las tortugas rescatan a Yoshi, ya que "siempre fueron destinados a estar juntos" antes de viajar de vuelta al presente con Renet.
Cuando el Kraang regresa a la Tierra, las tortugas descubren que el Kraang tiene otro enemigo de la Dimensión X en la forma del Imperio Triceraton. A pesar de sus mejores esfuerzos y Destructor violando una tregua temporal del Clan del Pie con las tortugas apuñalando a Splinter durante la pelea, los Triceratons activan el Corazón de la Oscuridad, una máquina generadora de agujeros negros que aniquila tanto el Kraang, la Tierra, y todo el mundo en ella. Pero cuando se acercaba lo peor para las tortugas, Abril y Casey, son rescatados por un robot amigable con el nombre de Profesor Honeycutt (también conocido como Fugitoid) que utiliza una nave espacial para llevar a las tortugas, Abril y Casey a un viaje en el espacio.
- Cuarta Temporada

Después de que las tortugas, Abril y Casey se salvaran de la destrucción de la Tierra, Fugitoid usa su nave espacial Ulixes para volver atrás en el tiempo seis meses antes, al fin de que él y las tortugas deban evitar que el Imperio Triceraton liderado por el emperador Zanmoran reúna los tres componentes del generador de agujeros negros que se encuentran dispersos por todo el universo antes de que todo en la Tierra se pierda. Además de combatir los Triceratons, las tortugas también se enfrentan a nuevos enemigos en el espacio exterior como Lord Vraningath Dregg del planeta Sectoide y el cazarrecompensas Armaggon, e incluso tener una aventura con sus homólogos inter-dimensionales de 1987 y su enemigo Krang que es un pariente exiliado del Kraang Superior. A pesar de los esfuerzos de las tortugas, los Triceratons todavía son capaces de recoger las tres piezas del generador de agujeros negros, sólo para que las tortugas puedan volver a la Tierra y unir fuerzas con sus yo mismos en el pasado para advertir a Splinter antes de ser asesinado por Destructor, detenga el detonador del corazón de la oscuridad, y derrotar a los Triceratons. Fugitoid destruye el generador de agujeros negros cerca de la flota estelar Triceraton, haciendo estallar, presumiblemente matando a los Triceratons. En las consecuencias de la lucha contra las Triceratons, las versiones anteriores de las tortugas, Abril y Casey dejan la tierra con el Fugitoid del pasado en su nave espacial, mientras que la cabeza del Fugitoid del presente se reactiva en la órbita terrestre.
Semanas más tarde, tras la invasión de Triceraton ser frustrado y desaparición del Clan del Pie, Abril es ascendía a kunoichi en el momento cuando la bruja Shinigami llega y se revela que ella es amiga de Karai como trama para reconstruir el clan del pie y disponer de Shredder, que sigue siendo recuperándose de su última pelea con Splinter. Mientras Karai y Shinigami tienen algunos ninjas de su lado, el Clan del Pie fortalece el ejército Footbot mediante la creación de los Footbots Elite. Por otra parte, algunas otras organizaciones criminales han estado conspirando para hacerse cargo del territorio del clan del pie y un trozo de cristal de poder inimaginable, que recibió de abril los Eones alienígenas durante su aventura espacial empieza a ejercer una influencia nefasta sobre ella. El uso de una fórmula especial mutágeno hecha por Stockman-Fly, Oroku Saki se recupera y se convierte en Super-Shredder con el fin de recuperar el control del clan del pie. Una vez que se hace una fórmula estable, Super-Shredder ataca a las tortugas, el Fuerte Mutanimals, Karai, y Shinigami que termina con Splinter cayendo en la batalla contra Super-Shredder. Esto conduce hasta la batalla final en la mansión escondite de Destructor donde Leonardo se las arregla para matarlo y lanzar su mutado Kuro Kabuto al suelo en la victoria.
- Quinta Temporada

Después de la muerte del Super-Shredder, Tiger Claw ha llevado a los no especificados Foot Cultists a obtener el Scroll of the Demodragon y un amuleto de control especial llamado Seal of the Ancients que le permitiría convocar al demodragon Kavaxas. Cuando Kavaxas es convocado desde el Netherworld, Tiger Claw planea usar las habilidades de Kavaxas para revivir el Shredder. Tras demostrar la capacidad de renacimiento de Rahzar que cayó en una batalla submarina contra Leatherhead, Kavaxas afirma que necesitará el Kuro Kabuto que contiene las energías mentales de Shredder. Después de que Rahzar y Tiger Claw recuperaran el Kuro Kabuto después de que Kavaxas drenara el alma del ex-hombre de Shredder Hattori Tatsu, Kavaxas afirma que necesitarán el corazón del Shredder para que el avivamiento ocurra. El pie Clain obtiene el corazón del Shredder que estaba en posesión de Don Vizioso. Sobre el corazón de Shredder que se coloca en su cadáver, Kavaxas comienza a trabajar en revivir Shredder como el Zombie Shredder. Esto va en contra de lo que Tiger Claw finalmente planeó cuando Undead Shredder destruye el Sello de los Antiguos que permite a Kavaxas elevar los espíritus del Netherworld para gobernar ambos mundos. Mientras que el fantasma de Splinter ayuda a los que luchan en la superficie, Miguel Ángel logró usar chicle para pegar el Sello de los Antiguos de nuevo juntos permitiéndole que Kavaxas deshacer sus daños y abrir el portal a la Netherworld como el Zombie Shredder arrastra Kavaxas de regreso a Netherworld.
Posteriormente, las Tortugas enfrentan diferentes desafíos como el regreso de Lord Dregg cuando él colabora con Newtralizer y es transportado a la dimensión de Miyamoto Usagi donde ayudan a proteger al pug Kintaro del malvado Jei.

## Personajes

### Principales
- Leonardo/Leo (Jason Biggs, temporadas 1-2), Dominic Catrambone (2 episodios), Seth Green (temporada 3): Es el líder y el más maduro, valiente y fuerte del equipo. Siempre está alerta del peligro queriendo ser "ese hombre", así como el Capitán Ryan de Héroes Espaciales, su serie favorita de televisión. Leonardo, a pesar de que todos tienen la misma edad (15) es considerado por su madurez el hermano mayor, debe cuidar de sus hermanos y tratar de que lo respeten a él, aunque a menudo sus hermanos no le tomen en serio. Su bandana es de color azul y sus armas son dos katanas.
- Raphael/Raph (Sean Astin): Es el más rudo, violento y sarcástico de sus hermanos. Siempre reacciona con violencia, actuando antes de pensar. Siente envidia de Leo por ser el líder en lugar que él, y suele meterse con sus hermanos pero a veces demuestra que se preocupa profundamente por sus hermanos. Tiene mucho que aprender sobre como llevarse bien con las personas y como controlar su mal temperamento. Aunque no muchos lo saben, tiene un lado dulce, el cual lo representa junto a su tortuga mascota Spike quien después se transforma en Slash. En la temporada 4, se enamora de Y'Gythgba, una salamandra alienígena, con la que comienza a tener una relación sentimental. Tiene fobia a las cucarachas. Su bandana es de color rojo y sus armas son las cuchillas sai.
- Donatello/Donnie (Rob Paulsen): Es el más inteligente y reflexivo del equipo, encargado de la construcción de artefactos y armas. Está enamorado de April desde la primera vez que la vio, y sus hermanos se burlan de él creyendo que nunca llegará a nada con ella, pero no se da por vencido. Él la rescató de ser secuestrada junto con su padre por los Kraang. Desde entonces estrecharon una gran amistad. El inventó el retro mutageno en donde se vio en el episodio "La Solitaria Mutación de Baxter Stockman". Su bandana es de color púrpura y su arma es su bastón bō personalizado con una naginata.
- Michelangelo/Mikey (Greg Cipes): Es el gracioso e inmaduro del grupo, por lo cual sus hermanos lo ven como el menor. Sus hermanos no lo suelen soportar porque siempre echa todo a perder, pero él solo quiere ayudar. Le encanta comer pizza y jugar videojuegos a pesar de estar bien entrenado en artes marciales, carece totalmente de las cualidades especiales de sus hermanos: La disciplina de Leonardo, la Ferocidad de Rafael, y la inteligencia de Donatello, pero el compensa esa falta de habilidad, siempre viendo el lado positivo a las cosas y todo lo toma como un juego, le encanta escuchar música. Desde el capítulo 19 Tortugas en el Tiempo está enamorado de Renet una aprendiz de maestra del tiempo, que al final lo besa. Su bandana es de color naranja y sus armas son unos nunchakus con un kusarigama.
- April O'Neil/Abril en Hispanoamérica (Mae Whitman): Tiene 16 años, es la hija del científico Kirby O'Neil, quien fue secuestrado por los Kraang y al que episodios más tarde Donnie rescata. Es la mejor amiga de las tortugas. Donnie está enamorado de ella, sin embargo ella lo ve como un amigo, ella esta más interesada en Leo. Splinter nota un don especial en ella y le ofrece entrenarla para ser una kunoichi (mujer ninja) y poder defenderse a sí misma. En el episodio 35 "La Conspiración del Kraang" se revela que es mitad kraang y en "La Solitaria Mutación de Baxter Stockman" también se rebela que es inmune al mutageno. A partir de la temporada 3 se le ve muy interesada en Donnie. Su arma es un Tessen que Splinter le dio y la otra arma de Abril es un Tanto Dragón.
- Casey Jones/Casey (Josh Peck): Es un estudiante durante el día y luchador contra el crimen por las noches. Es bueno en dos cosas: Hockey y mantener la ciudad limpia de toda la inmundicia mutante. Hará todo lo que pueda para ayudar a sus amigos y eso incluye a Abril y a las Tortugas, él tiene una fobia a las ratas.
- Maestro Splinter (sensei)/Hamato Yoshi  (Hoon Lee): Antes era un humano proveniente de Japón pero se convirtió en una rata mutante, es el maestro y el padre de las tortugas, les enseñó el arte del ninjutsu (arte marcial ninja) para que puedan defenderse de los peligros de la superficie. Después de tener un pasado trágico relacionado con su familia y Shredder, está dispuesto a defender a su nueva familia con su vida. En el episodio "La Hora de la Verdad: Parte 2" descubre que Karai en realidad es Miwa, su hija perdida. En el último episodio de la temporada 3, es asesinado a traición por Shreder antes de que pudiera inutilizar la máquina de destrucción masiva que implantaron los Triceratons. En el episodio 14 de la temporada 4 las tortugas viajan en el tiempo y evitan que Splinter muera.

### Aliados
- Profesor Zayton Honeycutt/Fugitoid (David Tennant): Es un Robot con cerebro humano, y amigo de los Utroms, contactado por Alfil, salvo a las tortugas, Abril y Casey de ser succionados por el "Corazón De Las Tinieblas" (un arma creadora de Agujeros Negros) ahora los ha llevado en el espacio 6 meses atrás para encontrar las tres piezas del arma creadora de agujeros negros y salvar a todo el mundo, en el "El Último Desafío de la Tierra" se revela que el Kraang lo soborno para que creara el Generador del Agujero Negro, en el mismo episodio el muere cuando se autodestruye para acabar con los Triceratons y el Generador.
- MuckMan and Joe Eyeball, Mugre-Man y Joe Globo ocular En Hispanoamérica/Garson Grunge (Grant Moninger): Antes era Garson Grunge un hombre que trabajaba recogiendo basura, ahora es un mutante hecho de basura con un ojo que habla "Joe globo ocular".
- Mondo Gecko/Jason (Robbie Rist): Él era un chico común hasta que le cayo mutageno encima y ahora es un gecko mutante muy cool que trabajaba para Cara de Pez bajo el sobrenombre de Señor X. Tras una aventura con Miguelangel y Casey ahora es libre y es considerado un aliado a pesar de su poca fuerza.
- Mona Lisa/Y'Gythgba (Zelda Williams): También conocida como Y'Gythgba es una guerrera de las fuerzas Salamandrianas y la novia de Rafael.
- Comandante Sal/G'thraka (Keith David): También conocido como G'thraka, es un comandante dentro de las fuerzas de los Salamandrians, y un declarado enemigo de los Triceratons.

#### Los Poderosos Mutanimales
Es un grupo de mutantes que pelean al lado de las tortugas en algunas ocasiones, igual que las tortugas pero con otros mutantes de la serie sus integrantes son:
- Slash/Spike (Corey Feldman): Antes era la tortuga mascota de Rafa pero mutó y se convirtió en Slash ahora es el Líder de este equipo. Su bandana es negra y su arma es una maza.
- Cabeza de Piel (Peter Lurie): Antes era una mascota tirada a las alcantarillas por un inodoro y luego fue experimentado por los Kraang este cocodrilo es el segundo al mando.
- Doctor Tyler Rockwell (Frank Welker): Excompañero de Víctor Falco y al ser experimentado por los Kraang este recuperó su inteligencia y su capacidad de hablar además adquirió poderes psíquicos este mono es el cerebro del equipo.
- Pete Paloma (A. J. Buckley): Esta paloma mutante creado por el Kraang (a sus palabras) se ha hecho muy fuerte desde entonces y es el espía del equipo.
- Jack Kurtzman (Robert Forster): A pesar de que el no es directamente un miembro del equipo sino que es su benefactor él era solo un reportero que investigaba el caso de los científicos desaparecidos pero descubrió algo mayor "¡Al Kraang!".

#### Los Utroms
Son un grupo de Kraangs desertores que se desunieron de la mente madre y que dividieron el "Generador de agujeros negros" en tres partes y las ocultaron en los lugares más seguros que pudieron encontrar, ellos quieren detener la invasión del Kraang en otros planetas.
- Consejo Utrom: Es la organización líder dentro de los Utrom, que se encarga de dirigir a los de su raza.
- Bishop/Alfil: En Hispanoamérica y España: exmiembro del Kraang, el verdadero "Kraang Superior" (ya que este último era el Sub-Superior) y creador del traje de civil. Actualmente es parte de los Utroms, rompió su voto de no intervenir en asuntos terrestres para detener a los Triceratons luego de que su cuerpo fuera destruido por los Triceratons el escapo y contacto a Fugitoid su paradero actual es desconocido, su hermano es el Kraang Superior.
- Reina: Es la líder del Consejo Utrom, y la reina de los de su especie.
- Torre: Es una miembro del Consejo Utrom y la creadora del traje de Irma.
- Peón: Es uno de los miembros del Consejo Utrom, habla con acento francés.

#### El Clan del Pie de Karai
Es un Clan creado por Karai para oponerse contra el de Destructor.
- Karai/Hamato Miwa (Kelly Hu): Es una kunoichi (Mujer ninja) muy poderosa, y la hija adoptiva de Destructor, al igual que Abril ella tiene 16 años. En el último capítulo de la primera temporada se descubre que es Hamato Miwa, la hija perdida de Splinter. Ella, después de que descubre que Splinter es su verdadero padre se rebela contra Destructor. En el episodio "La Venganza Es Dulce" a causa de un mutageno modificado de Baxter Stockman, muta en una serpiente cambia forma. En el episodio de "El Cerdo y El Rinoceronte" se ve que el retromutageno no puede volverla a la normalidad en el mismo episodio es capturada por Bebop y Rocksteady para que Destructor pruebe un suero mental en ella. En el episodio "El Veneno Mortal" Resulta que el suero mental funcionó y ella es controlada y envenena a las tortugas pero logran escapar en el episodio de "Trampas Personalizadas" ella atrapa a las tortugas en cuatro trampas y Splinter al venir a su rescate libera a Karai de su control mental sin embargo eso le costó mucho ya que ella recibió daño y desapareció. En "City at War" ella con su amiga forman un Clan del Pie para oponerse contra el de Destructor. Su arma es un shikomizue.
- Shinigami (Gwendoline Joe): Una bruja Shinto que es miembro de una parte de Karai del Clan del Pie. Ella es una vieja amiga de Karai del de Japón, y su ayuda a volver a tomar el Clan del Pie con el fin de corregir los errores que cometieron. Sus habilidades mágicas oscuras incluyen teletransportarse a través de humo rojo, hipnotizar a sus oponentes con una piedra fascinante, así como aterrorizarlos con ilusiones, convirtiéndose en un gato negro, y la creación de un enjambre de murciélagos. Sus guantes pueden clandestina en las garras de gato y su arma es similar a la de Miguel Ángel nunchacus que es lo suficientemente fuerte como para romper hormigón, madera y piedra.
- Soldados del Pie: Al declararle a guerra a Destructor y a su facción del Pie, Shinigami, mano derecha de Karai, recluta un grupo de ninjas mercenarios en Japón. Estos ninjas pasarían a ser los Soldados del Pie de Karai y participarían en el conflicto contra la otra facción del Pie. A diferencia de los soldados del Pie originales, estos ninjas mercenarios si hablan y vestirían atuendos muy similares al de los ninjas del Clan Hamato.
- Movers: Karai posee un grupo de Movers al servicio de su Clan del Pie. Uno de estos Movers se encargó de proyectar un holograma del siguiente objetivo de Karai para debilitar el poder de Destructor la Fábrica de Robopies.

### Enemigos del espacio
- Lord Vrinagath Dregg (Peter Stormare): Amo y señor de los insectoides y un peligroso criminal cobrará venganza contra las tortugas, Casey y Abril por matar a sus bebés, en "The Evil of Dregg"se revela que es una especie de robot.
- Armaggon (Ron Perlman): Es un tiburón alienígena y un peligroso cazarrecompensas que fue contratado por Lord Dregg para capturar a las Tortugas.

#### Imperio Triceraton
- Triceratons: Son una raza de Triceratops alienígenas que odian al Kraang por el dominio de la Dimensión X (aunque en esta batalla El Kraang usaba su inteligencia ellos usaban fuerza bruta y astucia parecía que ellos ganarían) el Kraang creó el generador de hoyos negros que trago su planeta pero han vuelto y más que decididos a acabar con el Kraang.
- Zog (Lance Henriksen): Es un Triceraton que fue a la Tierra para enviar la señal del Radio-Transmisor y aunque las tortugas lo detuvieron eso no impidió que su señal fuera enviada actualmente está muerto por una caída grave.
- Capitán Mozar (Michael Dorn): Es el capitán supremo de la Armada Triceraton.
- Emperador Zanmoran (Michael Ironside): Es el líder de lo que quedó del Imperio Triceraton, fue quien dio la orden de destruir la Tierra.
- Zeno (John DiMaggio): También conocido como Zeno el Invencible, es un gran guerrero Triceraton forzado a pelear en la Tri-Arena por oponerse al emperador Zanmoran. Posteriormente él se convierte en aliado de las Tortugas.

#### El Kraang
- Los Kraangs (Nolan North): Son extraterrestres de otra dimensión, las tortugas creen que secuestraron al padre de April para que mejorara el mutágeno, pero en realidad quieren a April, porque su ADN puede perfeccionar el mutágeno en nuestra dimensión, ellos quieren usarlo para convertir el planeta tierra en una versión de la Dimensión X (su dimensión natal). En el final de la segunda temporada los Kraangs logran conquistar la ciudad de New York, forzando a las tortugas a irse de la ciudad, en "Batalla por Nueva York" fueron derrotados y enviados a la Dimensión X, ellos regresan en "La Aniquilación de la Tierra" done murieron en su mayoría incluyendo Kraang Supremo y Kraang Superior, en "La Guerra por la Dimensión X" se rebela que son utroms controlados por Kraang Supremo.
- Kraang Prime/Kraang Supremo en Hispanoamérica (Roseanne Barr): Es el líder de los Kraang al igual que el Kraang de la serie animada de los 80s tiene un Tecnodromo, se ha visto parte de él y también se ha visto que tiene un cuerpo robótico (está destruido actualmente) pero solo lo usa en la segunda parte del final de la primera temporada, "Plan 10", y "La Invasión". Ella logra derrotar a las tortugas en el final de la segunda temporada, pero es destruida por los triceratons junto con Kraang Superior en el episodio "La Aniquilación de la Tierra: Parte 1", en "La Guerra por la Dimensión X" se revela que es un Utrom mutante que controla a los demás Utroms (los Kraang).
- Biotroide: Es un traje biomecánico del Kraang.
- Kraathatrogon: Los Kraathatrogon son aliens gigantescos parecidos a gusanos, pero su secreto mutante es más preciado que el oro (al menos para el Kraang): el mutageno proviene de estas criaturas. Uno de ellos se comió una vez al temido Garra de Tigre, quien terminó en la dimensión 2D de las tortugas de 1987 donde peleó con ellas y después de superar muchas dimensiones regresó para vengarse de las tortugas y de Splinter.
- Roca Pulpo: Es un insecto gigante de la Dimensión X, posee una segunda cabeza aún más pequeña para atraer a sus presas.
- Kraang Superior/Caballo(Gilbert Gottfried): Es un espía del Kraang y exmiembro del Consejo Utrom, se hizo pasar por Irma Langistein la mejor amiga de Abril para infiltrarse en la guarida de las tortugas y jamás levantó sospechas sobre su verdadera identidad, en la "Aniquilación de la Tierra" se revela que es el hermano de Alfil.
- Híbridos Kraang: Durante los acontecimientos de la invasión Kraang casi todos los humanos habitantes de Nueva York son transformados en mutantes Kraang, en "Batalla por Nueva York" vuelven a ser humanos.
- Sra. Campbell (Cassandra Peterson): Es una robot malvada creada por el Kraang para la interacción con los humanos y para llevar a cabo tareas que requerían de fuerza bruta.
- Traag: Es un alienígena hecho de piedra volcánica que es un guardaespaldas del Kraang.
- Criatura del Agua: Es un espécimen traído del Océano Cósmico de Varuna para proteger la base submarina del Kraang, está enamorado del "Tortu Submarino" el submarino de las tortugas.
- Draco-Droide: Es un dragón robótico del kraang.
- Atomos Vivientes: Son gigantescos gusanos que vuelan alrededor de la Dimensión X sus cuerpos están compuestos de 4 esferas flotantes que generan electricidad.
- Krang: En el episodio Tortugas Transdimensionales se revela que Krang era parte del Kraang, él fue desterrado por Kraang Superior, al mundo 2D, debido a su incompetencia. Esto resuelve la incógnita de por qué el Krang de la serie 1987 era el único de su especie, siendo que en otras encarnaciones hay varios como él.

#### El Clan del Pie
- Shredder,Destructor en Hispanoamérica/Oroku Saki (Kevin Michael Richardson): Enemigo de Splinter en Japón. Está obsesionado con destruir a Splinter y las tortugas por venganza. Él es el principal responsable de la tragedia de la familia de Splinter. En el episodio 26 "La Hora De La Verdad. Parte 2" le revela a Splinter que Karai es en realidad Miwa, su hija quien la crio como su hija, en "La Aniquilación de la Tierra. Parte 2" el logra asesinar a Splinter.
- Soldados del Pie: Soldados de Shredder. Fueron entrenados por Chris Bradford a las órdenes de Shredder, luego fueron remplazados por robots que Karai invento cuando ella estaba en el clan de pie.
- Robopies: Son soldados robots del clan del pie creados por el Kraang y son más poderosos que los originales.
- Cabeza Cromada: Es un robot de batalla parecido Chris Bradford.
- Dogpound, Perrera en Hispanoamérica  Rahzar/Chris Bradford (Clancy Brown): Antes era Chris Bradford, el examigo de Mikey y estudiante de Shredder. Ahora es un perro mutante y hará todo lo posible para ganarse el orgullo de Shredder. Tiene un brazo más fuerte que el otro y tiene gran fuerza y odio por las tortugas. En la segunda temporada en el episodio "Mikey se Llena de Acné", Bradford cae por segunda vez al mutageno (mejorado por Baxter Stockman) y se convierte en una especie de Lobo Sanguinario con garras filosas al cual Mikey llama Rahzar.
- Garra de Tigre (Eric Bauza): Desde que era niño el kraang lo muto en un tigre, luego se volvió el asesino más temido de Asia en un punto de su vida perdió su cola en duelo, fue reclutado por Destructor y se convirtió en su segundo al mando. Es muy fuerte, muy feroz y es muy leal al Destructor. Tras la muerte de Destructor, Garra de Trigre se volvió el nuevo líder del Clan del pie.
- Cara de Pez/Xever Montes (Christian Lanz): Antes era Xever monstes, un ladrón profesional brasileño afroamericano, que también era estudiante de Shredder y estuvo encarcelado hasta que fue liberado por Shredder, posee habilidades de capoeira superiores, y podía ser capaz de vencer a las tortugas, como un humano normal. No le importa ganarse el orgullo de Shredder. Se convirtió en un pez mutante con piernas robóticas que odia a las tortugas, y las tortugas burlándose lo apodan "cara de pez" debido a eso ahora ya no tiene casi condición de luchador.
- Baxter Stockman/Baxter Mosca (Phil LaMarr): Inventor y enemigo de las tortugas. Trabaja para Shredder desde que arruinó uno de sus planes para deshacerse de las tortugas, pero Shredder vio un gran potencial que podría servirle en él, luego Shredder lo muta haciéndolo una mosca. Las tortugas nunca recuerdan bien su nombre, frecuentemente llamándolo por alguna variación de este como Dexter Stackman.
- Bebop/Anton Zeck (J.B. Smoove): Antes era Anton Zeck, un ladrón afroamericano similar a Xever monstes, con una vestimenta muy tecnológico, y un Mohawk púrpura, hasta que Destructor lo transformó en un jabalí mutante después de que trato de robar su Kuro Kabuto (el casco de Destructor) y además tiene mucha tecnología este personaje es uno de los personajes clásicos de la franquicia de Tortugas Ninja más específicamente en la serie animada de 1987.
- Rocksteady/Ivan Steranko (Fred Tatasciore): Era un traficante de la mafia rusa con un ojo de crista l(obtenido luego de que Zeck le disparara en el ojo), y posee la capacidad de distinguir lo que es un artefacto real y uno falso, envío a Anto Zeck a robar el Kuro Kabuto (el casco de Destructor), pero falla debido a la interferencia de las Tortugas, posteriormente Destructor se entera de que Ivan estuvo detrás del Robo del Kuro Kabuto, junto a Zeck, Destructor lo muta en un rinoceronte, en su forma de rinoceronte es fuerte y rápido, y recibe el apodo de Rocksteady. Este personaje junto a Anto Zeck (Bebop) son personajes clásicos de la serie animada de 1987.
- Destructores Mutantes: Son un equipo de 3 crustáceos mutantes creados con ADN de Destructor, en el episodio "El Ataque de Mega Destructor" ellos mutan en un gigantesco monstruo deforme y destructivo al cual Mikey llamó "Mega Destructor".
- Gusanos Mentales: Son horribles parásitos que afectan el juicio de sus víctimas, fueron creados por Baxter Stockman para que Destructor pudiese controlar la mente de Karai.

#### Dragones Púrpura
- Hun (Eric Bauza): Es un experto luchador de artes marciales que Destructor contrato para dirigir la pandilla de Dragones Púrpura, es enemigo de Casey Jones.
- Fong (Andrew Kishino): Es el segundo al mando y el más joven del equipo.
- Sid (Andrew Kishino): Es el más grande y fuerte del grupo.
- Tsoi (James Sie): Es el miembro con bigote.

### Personajes de Poca Aparición
- Muta-Man(Roger Craig Smith): Antes era Timothy alias el Pulverizador, pero mutó y las Tortugas lo metieron en un bote de mutágeno y se escondido en el laboratorio de Donnie. En secreto ingiere mutageno permitiéndose desarrollar brazos y piernas, después de tomar mutágeno helado, se le quitaron las piernas y los brazos y se congeló.
- Rey Rata/Doctor Víctor Falco (Jeffrey Combs): Antes era un científico que experimentaba con el mutageno. Al inyectarse con una versión mejorada del mismo obtuvo poderes psíquicos pero fue derrotado por Donnie. Se creía que había perdido su poder pero logró tener un control mental en todas las ratas de Nueva York, incluyendo a Splinter. Finalmente es derrotado en el episodio "De Humanos a Ratas" cuanto Splinter le hizo caer desde un vació hacia su muerte.
- Víboralga/Víbora (Danny Jacobs): Es un hombre que trabajaba para los Kraang, hasta que fue mutado en una planta, quiere vengarse de las tortugas por convertirlo en mutante.
- The Creepy/La Raíz En Hispanoamérica: Es un mutante hecho de cieno del pantano que apareció en el episodio "En El Bosque" puede chuparle el mutageno a las tortugas y transformarlos en plantas mutantes. Él regresa en "La Raíz Maldita" es liberado (accidentalmente) por Miguel Ángel e Igualmente logró fusionarse con un clon de Viboralga creando así a Raízalga murió gracias a un retro-mutageno de Donatello.
- Mordida de Araña/Vic (Lewis Black): Él era un sujeto con sobrepeso que grabó a las tortugas (o como él las llamaba Ranas Kung-Fu)y trato de vender el vídeo pero en su lugar fue mutado en una araña gigante .
- Justin: Es un mutante creado por Karai a partir de varias muestras de ADN al azar mezcladas con Mútageno, apareció por primera vez en la "La Agenda Extraterrestre".
- Sr. Murakami (Sab Shimono): Murakami es el dueño y chef de la tienda de fideos favorita de Abril a pesar de que es ciego es un cocinero profesional. Se hizo amigo de las tortugas cuando protegieron su tienda de los Dragones Púrpura.
- Metalhead/Cabeza Metálica en Hispanoamérica: Es una tortuga robótica que Donatello creó para combatir en su lugar porque pensaba que su bastón no era lo suficientemente fuerte para luchar contra la tecnología del Kraang. Posteriormente este robot fue controlado por un Kraang para destruir a las tortugas pero Donnie logró detenerlo, en el episodio "La Relevación de Cabeza Metálica" quedó destruido porque se sacrificó para salvar a los mutantes que el Kraang ha capturado. Esta tortuga robot a aparecido en todas las adaptaciones y encarnaciónes, y también en algunos videojuegos de la franquicia, generalmente como villano y a veces aliado.
- M.O.U.S.E.R.S/M.O.V.E.R.S: Son pequeños robots construidos por Baxter Stockman. Tienen algunas apariciones en otros episodios de la serie.
- Avispas Mutantes: Son avispas parasíticas mutantes que inyectan un veneno que lavan el cerebro de sus víctimas. Una de ellas pico a Leonardo, y lo hizo cuidar uno de sus huevos, posteriormente, Leonardo infecta a Rafael y Donatello, para que también cuiden el huevó antes de que nazca, pero son salvados por Michelangelo, antes de que las avispas se los coman al nacer.
- Cucaracha Espía: Era la cucaracha de espionaje de Donnie y ahora es un cyborg mutante, quiere vengarse de Rafael porque el trato de aplastarla.
- Kirbilago/Kirby O'Neil (Keith Silverstein): Es el padre de Abril. El científico capturado por los Kraang, en la temporada 2 muto en un murciélago, y en el episodio "La Solitaria Mutación de Baxter Stockman" vuelve a ser humano.
- Ardillanoides: Son ardillas mutantes, que obtuvieron una segunda forma, Mikey le teme a estas criaturas.
- Newtralizer/Neutralizador en Hispanoamérica (Danny Trejo): Es un Salamandriano equipado con armamento tecnológico, es el archienemigo del Kraang y de las tortugas y apareció por primera vez en "Operación: Escape". y luego en el episodio "¡Neutralizado!" de la 2 temporada. Se vuelve aliado de Slash para posteriormente romper su amistad.
- Ice Cream Kitty/Gatito Helado en Hispanoamérica: Era un gato que encontró April y fue adoptado como mascota por Mikey, pero su tiempo como animal de compañía corriente no duró mucho. Tras comer por error un poco de mutágeno se transformó en un gato-helado de tres sabores (Fresa, vainilla y chocolate). Sigue viviendo con Miquelangelo (en el congelador) y le tiene un gran odio al rey rata.
- Cara de Pizza/Antonio (John DiMaggio): Era un señor que trabajaba en una pizzería, hasta que tuvo contacto con el mutágeno y se convirtió en una pizza mutante.
- Ranas Mutantes: Son un ejército de ranas mutantes que odiaban a los humanos.
- Demonio Veloz (Steve Blum): Es un malvado auto mutante que toma control de los seres vivos para convertirlos en sus conductores.
- Las Tortugas Ninja (1987): Mientras que en una habitación llena de portales, las tortugas, April O'Neil y Casey Jones ven sus homólogos de los 80. En la escena final de la versión de los 80s de las Tortugas Ninja ven un Kraathatrogon que emerge en Manhattan.
- Dr. Gallináceo M.D: Es una gallina mutante que surge como aliada de las tortugas, era una de las tantas gallinas que Mikey cuidaba pero tras comer mutageno su cerebro se hace más grande dándole superinteligencia, cuando las tortugas regresan a Nueva York ella se queda en la granja con los de su especie.
- Fuerza de Protección Terrestre: Es una unidad secreta de operaciones en cubiertas para manejar amenazas alienígenas, en "De Regreso a Nueva York" terminan siendo controlados por el Kraang.
- Gemelos Fulci: Hermanos de Don Vizioso.
- Don Vizioso (Brian Bloom): Es un hombre con sobrepeso que es líder de la mafia italiana.
- Renet Tilley (Ashley Johnson): Es una viajera del tiempo que proviene del futuro, Mikey está enamorado de ella.
- Vreen: Son los siervos de Lord Dregg. Unos extraños guerreros insectoides-ciberneticos.

## Programas de televisión
Los siguientes caracteres aparecen en los programas de televisión que son vistos por las Tortugas Ninja Mutantes Adolescentes:
- Heroes Espaciales: es una serie de televisión de ciencia ficción de animación que es el programa favorito de Leonardo.
- La Fuerza Super Robo Mecha V: es una serie de anime que fue descubierta por Miguel Ángel. También se le llama SRMFF! para abreviar.
- Crognard el Bárbaro: es nuevo espectáculo favorito de las tortugas, desde que se mudaron a la antigua granja de Abril en la temporada 3.
- Chris Bradford 2 Ruff Krew: es un dibujo animado de los 80s de ficción protagonizada por una versión animada de Chris Bradford, donde sus señales de radiodifusión son recogidos por el Ulixes(la nave de Fugitoid).

## Sustancias

### Mutágeno
Es una sustancia química que proviene de la Dimensión X traída por el Kraang, si un ser vivo es expuesto ha esta sustancia se convertirá en una criatura mutante y es la razón por la que las tortugas y muchos de sus enemigos y amigos son mutantes.
En la temporada 3 se confirma que el mutágeno no solo muta cosas sino que también puede crear vida ya que en "La Carrera Contra El Demonio" transformó un vehículo en un ser vivo.

### Retro-mutágeno
Es el único antídoto que revierte todos los efectos del mutageno causando que el mutante vuelva a su antiguo estado normal, esta sustancia fue creada por Donatello con el ADN de Aprill O'Neil.
En "La Venganza es Dulce" se descubre que cuando esta sustancia es mezclada con el mutágeno el que se sumerja en esta combinación de sustancias terminará convertido en un retromutante. Un ser capaz de cambiar de su forma mutante a "casi" su forma normal; esto fue lo que ocurrió con Karai. Claro que el retromutágeno no funciona como cura para estos seres.

## Episodios

### Temporada 1 (2012/13)
La temporada uno de Teenage Mutant Ninja Turtles se estrenó como un primer vistazo el 28 de septiembre de 2012, un día antes de su estreno original. La temporada inició oficialmente el 29 de septiembre de 2012 a las 11:00am. La temporada se terminará con un especial de una hora, el 8 de agosto de 2013.

### Estrenos internacionales
Teenage Mutant Ninja Turtles se estrenó en Nickelodeon Estados Unidos y en YTV en Canadá el 29 de septiembre de 2012. En Reino Unido e Irlanda se estrenó el 1 de octubre de 2012 por Nickelodeon y por Nicktoons. La serie se estrenó el 8 de octubre de 2012 en Australia y Nueva Zelanda.

## Temporadas
| Temporada | Temporada | Episodios | Estados Unidos           | Estados Unidos           | Hispanoamérica          | Hispanoamérica           | España                  | España                  |
| Temporada | Temporada | Episodios | Comienzo                 | Final                    | Comienzo                | Final                    | Comienzo                | Final                   |
| --------- | --------- | --------- | ------------------------ | ------------------------ | ----------------------- | ------------------------ | ----------------------- | ----------------------- |
|           | 1         | 26        | 29 de septiembre de 2012 | 8 de agosto de 2013      | 12 de noviembre de 2012 | 14 de noviembre de 2013  | 10 de noviembre de 2012 | 9 de noviembre de 2013  |
|           | 2         | 26        | 12 de octubre de 2013    | 26 de septiembre de 2014 | 8 de febrero de 2014    | 27 de septiembre de 2014 | 12 de febrero de 2014   | 22 de noviembre de 2014 |
|           | 3         | 26        | 3 de octubre de 2014     | 27 de septiembre de 2015 | 20 de febrero de 2015   | 28 de noviembre de 2015  | 2 de febrero de 2015    | 20 de noviembre de 2015 |
|           | 4         | 26        | 25 de octubre de 2015    | 26 de febrero de 2017    | 5 de marzo de 2016      | 22 de abril de 2017      | 8 de febrero de 2016    | 22 de febrero de 2017   |
|           | 5         | 20        | 19 de marzo de 2017      | 12 de noviembre de 2017  | 6 de mayo de 2017       | 13 de febrero de 2018    | 10 de junio de 2017     | 2018                    |

## Recepción
El primer episodio de la serie que fue una hora especial de estreno Rise of the Turtles obtuvo un total de 3.9 millones de espectadores, siendo el programa infantil más visto del día. Según IGN el show ha atraído grandes y favorables críticas, alcanzando un total de 8.1/10 en índice de audiencia. El episodio "The Glauntled" recibió en su repetición un total de 9.1/10 en índice de audiencia. El 20 de julio de 2013 se estrenó el episodio "Parasitica", siendo este, el episodio menos visto de la serie, teniendo un total de 2.2 millones de espectadores.
DVD Spain
Season 1
1. El Asenco de las tortuges ("Rise of the Turtles") ( 14 de marzo de 2013 )
2. Llega de Shredder ( 24 de junio de 2013 )
3. La Invasión da Kraang ( 1 de octubre de 2013 )
4. La Hora de la Verdad "Showdown" ( 1 de enero de 2014 )

Season 2
1. Caos Mutágeno ( 11 de diciembre de 2014 )
2. Veillelos amigo nuevo Enemigo ( 25 de febrero de 2015 )
3. Hel devastador Renegado ( 2 de septiembre de 2015 )
4. En la Dimensión X "Into Dimension X!" ( 9 de diciembre de 2015 ) 20-26

Sezona 3
1. Retirada ( 3 de febrero de 2016 )

## Premios y nominaciones
| Año  | Asociación                   | Categoría                                                                 | Nominación | Resultado |
| ---- | ---------------------------- | ------------------------------------------------------------------------- | --- | --------- |
| 2013 | Daytime Emmy Awards          | Outstanding Animated Program                                              | Teenage Mutant Ninja Turtles                                                                                      | Nominadas |
| 2013 | Daytime Emmy Awards          | Outstanding Casting for an Animated Series or Special                     | Meredith Layne, Sarah Noonan, & Gene Vassilaros                                                                   | Nominados |
| 2013 | Daytime Emmy Awards          | Outstanding Sound Editing - Animation                                     | Jeff Shiffman, Otis Van Osten, Anna Adams, Gerry González, Matt Hall, Roger Pallan, John Sanacore, & Alex Ullrich | Nominados |
| 2013 | Kids Choice Awards Argentina | Caricatura Favorita                                                       | Teenage Mutant Ninja Turtles                                                                                      | Nominados |
| 2014 | Annie Awards                 | Outstanding Achievement, Editorial in an Animated TV/Broadcast Production | Myra López, Ana Adams, Justin Baker - Teenage Mutant Ninja Turtles                                                | Nominados |
| 2014 | Kids' Choice Awards          | Caricatura Favorita                                                       | Teenage Mutant Ninja Turtles                                                                                      | Nominados |